# Gérard Paquet
 (novembre 2016).
Si vous disposez d'ouvrages ou d'articles de référence ou si vous connaissez des sites web de qualité traitant du thème abordé ici, merci de compléter l'article en donnant les références utiles à sa vérifiabilité et en les liant à la section « Notes et références ».
Gérard Paquet, né le 1er mars 1943 à  La Seyne-sur-Mer, est un directeur de théâtre français.

## Biographie
Il a créé le Théâtre national de la danse et de l'image à Châteauvallon en 1965. Ce théâtre devient un « théâtre national » en 1987. Il est licencié le 1er février 1997. Gérard Paquet a vu sa crédibilité entamée par ses démêlés avec la justice qui lui reprochait une gestion douteuse de Châteauvallon.
Gérard Paquet a été chargé en 2003 par la Mairie de Paris d’ouvrir la Maison des Métallos (haut lieu socioculturel du 11e arrondissement de Paris). Il en fut ensuite le directeur, depuis son inauguration en 2007 et jusqu’en 2009. Il décide de quitter la Maison des Métallos en 2009, car elle ne lui permettait plus, selon lui, de travailler en totale liberté.[réf. nécessaire]